# قطعنامه ۱۱۳۸ شورای امنیت
قطعنامه ۱۱۳۸ شورای امنیت سازمان ملل متحد که در تاریخ ۱۴ نوامبر ۱۹۹۷ تصویب شد، سندی بین‌المللی دربارهٔ بررسی وضعیت در تاجیکستان بر سر امتداد مرز بین تاجیکستان و افغانستان است. این قطعنامه طی نشست ۳۸۳۳ام با ۱۵ رای موافق، ۰ مخالف و ۰ ممتنع تصویب شد.